# Sankt Martin am Grimming
Sankt Martin am Grimming är en ort i kommunen Mitterberg-Sankt Martin i distriktet Liezen i förbundslandet Steiermark i Österrike. Sankt Martin am Grimming var tidigare en självständig kommun, men slogs den 1 januari 2015 samman med kommunen Mitterberg och bildade kommunen Mitterberg-Sankt Martin.
Kommunen bestod av sex orter (Ortschaften) (inom parentes invånarantal 31 oktober 2011)):
- Diemlern (121)
- Oberlengdorf (117)
- Salza (119)
- Sankt Martin am Grimming (244)
- Tipschern (112)
- Unterlengdorf (44)